# Albert VI d'Autriche
 (avril 2023).
Si vous disposez d'ouvrages ou d'articles de référence ou si vous connaissez des sites web de qualité traitant du thème abordé ici, merci de compléter l'article en donnant les références utiles à sa vérifiabilité et en les liant à la section « Notes et références ».
Pour les articles homonymes, voir Albert VI.
Ne doit pas être confondu avec Albert d'Autriche (1559-1621) ou Albert de Habsbourg.
Albert VI (en allemand : Albrecht IV.) appelé le Noble ou le Dépensier, né le 12 décembre 1418 à Vienne et mort le 2 décembre 1463 à Vienne, est un prince de la maison de Habsbourg, fils cadet du duc Ernest le Fer et de Cymburge de Mazovie. Un membre de la branche léopoldienne, il hérite notamment des pays de l'Autriche intérieure (les duchés de Styrie, de Carinthie et de Carniole) à la mort de son père en 1424 ; en tant que duc d'Autriche puis archiduc, il figure dans l'histoire comme l'un des pires ennemis de son frère aîné, l'empereur Frédéric III.

## Biographie

### Famille
Albert est le benjamin des deux fils survivants d'Ernest Ier le Fer et de sa séconde épouse Cymburge, fille du duc Siemovit IV de Mazovie issue de la maison Piast. Son frère aîné Frédéric V d'Autriche est le futur empereur Frédéric III, souverain du Saint-Empire. Deux sœurs arrivent également à l'âge adulte : Marguerite qui se marie à l'électeur Frédéric II de Saxe et Catherine, l'épouse du margrave Charles Ier de Bade.

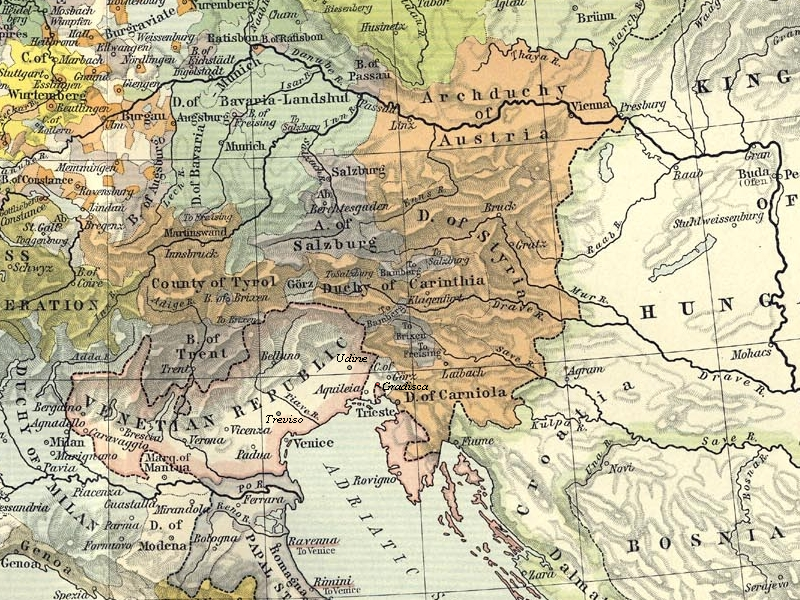
Les territoires héréditaires des Habsbourg (en orange) au XVe siècle.

Dès le traité de Neuberg conclu en 1379 entre les ducs Albert III et Léopold III d'Autriche, les « territoires héréditaires » des Habsbourg sont divisés entre les deux branches de la dynastie. Albert VI et son frère Frédéric V étaient de la lignée léopoldienne. En 1411, quelques années avant leur naissance, les terres des Habsbourg ont été réparties à la suite de la mort du duc senior Léopold IV : Ernest le Fer régna sur les trois duchés autonomes de Styrie, de Carinthie et de Carniole (l'Autriche intérieure), lorsque son cousin Albert V, de la lignée albertienne, régnait sur le duché d'Autriche au bord du Danube. Le frère cadet d'Ernest, Frédéric IV, a conservé les domaines de l'Autriche antérieure en Souabe et le comté de Tyrol. 
Ernest le Fer meurt le 10 juin 1424, alors que ses fils Frédéric V et Albert VI étaient mineurs. Leur oncle Frédéric IV prend la tutelle et la régence des pays de la branche léopoldienne. En 1435, finalement, les frères s'émancipent. Ils passent un accord selon lequel ils doivent régner ensemble sur l'Autriche intérieure. Mais l'accord n'est pas respecté, et Frédéric V prend seul le pouvoir en tant que duc régnant. À la mort de Frédéric IV en 1439, il reprend également la tutelle de son fils mineur Sigismond.
En même temps, le chef de la maison de Habsbourg, le duc Albert V d'Autriche, renforce sa position. Après la mort de son beau-père, l'empereur Sigismond de Luxembourg en 1437, il devient roi de Bohême et roi de Hongrie ; l'année suivante, il est également élu roi des Romains (Albert II). Néanmoins, il meurt le 27 octobre 1439 de la dysenterie lors d'une campagne contre les forces ottomanes du sultan Mourad II. Il laisse un fils mineur, Ladislas dit le Posthume.

### Règne
Le duc Frédéric V d'Autriche est désormais à la tête de la maison de Habsbourg. Le 2 février 1440, il est élu roi des Romains (Frédéric III) à Francfort. La première difficulté est née de la décision d'Élisabeth de Luxembourg, veuve du roi Albert, de mettre son fils Ladislas, héritier du duché d'Autriche et du royaume de Bohême, sous la tutelle d'Albert VI. En échange, le duc a apporté son concours à la lutte pour regagner le trône de Hongrie. En 1442, Albert VI s'associe au comte princier Ulric de Cilley dans ses conflits armés avec son frère Frédéric. 
Dans le comté de Tyrol et l'Autriche antérieure, le roi hésitait à restituer le patrimoine lucratif de Sigismond, ce qui lui permet de se réserver les pleins pouvoirs sur l'Empire. En 1446, finalement, la noblesse locale a exigé la mainlevée de l'interdiction du jeune prince en tant que comte de Tyrol. Frédéric ne lui attribue toutefois pas l'Autriche antérieure, ce qui lui permet de se réserver les pleins pouvoirs sur l'Empire. Ces domaines échurent à Albert VI qui y était déjà actif dans l'Ancienne guerre de Zurich et a dorénavant un territoire distinct. 

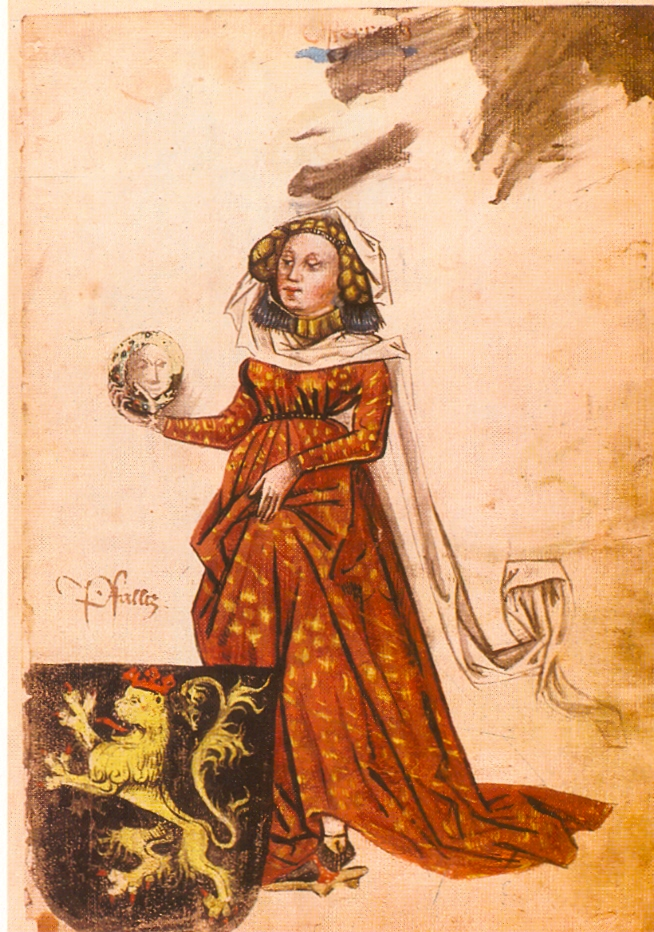
Portrait de Mathilde du Palatinat dans le Codex Ingeram.

En 1451, Albert a accompagné son frère lors de son expédition romaine pour se faire confirmer empereur par le pape, préparée en coopération étroite avec le nonce Enea Silvio Piccolomin. Dans l'année suivante, il épouse Mathilde du Palatinat, la sœur de l'électeur Frédéric Ier. Le 21 septembre 1457, il fonde l'université de Fribourg-en-Brisgau et il fait rédiger le Codex Ingeram en 1459.

### Archiduc
Le 6 janvier 1453 déjà, Albert avait reçu le titre d'archiduc de la part de Frédéric. Après la mort précoce de leur cousin Ladislas, le 23 novembre 1457, et l'extinction de la branche albertienne, un conflit de succession pour le duché d'Autriche éclate entre les deux frères. Albert demande à hériter de ce territoire et se fait appeler « duc d'Autriche au-dessus et en dessous de l'Enns ». Frédéric refuse de le reconnaître mais, en 1458, Albert s'impose au-dessus de l'Enns (correspondant à l'Haute-Autriche de nos jours). Après un siège victorieux du Hofburg, la résidence de Frédéric et sa famille, le 26 décembre 1462, Albert devient également le souverain en dessous de l'Enns (la future Basse-Autriche) et de Vienne.
Albert s'était aussi opposé à son frère lors de la guerre Bade-Palatinat pour le contrôle du diocèse de Mayence, en se trouvant du côté des adversaires à l'empereur. La guerre se termine par la capture du comte Ulrich V de Wurtemberg par le chevalier palatin Hans von Gemmingen à la bataille de Seckenheim le 30 juin 1462.

### Succession
Albert VI d'Autriche meurt à Vienne le 2 décembre 1463 dans des circonstances jamais éclaircies. Sa « mort inattendue » aide l'empereur Frédéric III dans la reconquête du territoire des Habsbourg. Néanmoins, le nouveau roi de Hongrie, Mathias Corvin, conquiert dans les décennies suivantes, la Styrie et la Basse-Autriche puis Vienne le 1er juin 1485 et en fait sa capitale, si bien que Vienne sera la capitale de la Hongrie pendant cinq ans.